# 초계국수
초계국수는 식초와 닭고기를 넣은 차가운 국수이며, 함경도의 전통 음식인 초계탕에서 유래되었다. 초는 식초를 뜻하고, 계는 삼계탕의 계처럼 닭을 뜻한다.
조선의 연회에서 보양식으로 접할 수 있었으며, 풍부한 단백질을 섭취할 수 있으며, 고혈압 치료에 도움이 된다.